# Плиса (Смолевицький район)
Плиса (біл. вёска Пліса) — село в складі Смолевицького району Мінської області, Білорусь. Село підпорядковане Плиській сільській раді, розташоване в центральній частині області. Церква Різдва Богородиці (1905). В селі є три вулиці - Садова, Коптєва та Юрія Гагаріна.